# Nogger
Nogger — бренд эскимо, принадлежащий компании Langnese. Впервые был представлен в 1964 году в Западной Германии. Является одним из старейших брендов мороженого Unilever.

## Описание
Оригинальный продукт Nogger представляет собой ванильно-шоколадное мороженое с покрытием из шоколадной глазури, фундука и кусочков сухарей. Масса мороженого составляет 69 граммов, а энергетическая ценность — 870 килоджоулей (210 килокалорий). В состав мороженого входят: глазурь, кусочки фундука и сухарей, обезжиренное молоко, растительное масло, обезжиренное какао, пшеничная мука, эмульгатор, поваренная соль и ароматизаторы.

## Продукция
- Nogger Choc — мороженое, представленное в 1986 году. Состоит из ореховой нуги и тёмного шоколада. Изначально начинка была мягкой, а в 1990-х годах её заменили твёрдой шоколадной начинкой[3]. С 2001 по 2008 год мороженого не было в продаже. В 2008 году выпуск мороженого Nogger Choc был возобновлён в связи с тем, что группа в социальной сети StudiVZ выступила за возвращение вкуса[4]. Энергетическая ценность Nogger Choc составляет 938 килоджоулей (226 килокалорий), а масса — 66 граммов. В состав мороженого входят: ванильный пломбир, начинка из нуги (16%), глазурь на основе какао (16%) с белой нугой (2%) и кусочки сухарей (2%).
  - Cremissimo Nogger Choc — разновидность Nogger Choc, продаваемая под брендом Cremissimo в литровых упаковках[5][6].
- Nogger Riegel — мороженое с карамельной начинкой вместо ореховой нуги[7].
- Nogger Toffee/Caramel — аналог Nogger Riegel, продаваемый в Чехии[8].
- Nogger Cherry — мороженое с вишнёвой начинкой.
- Nogger Sandwich — мороженое-сэндвич. Производится в Албании. Также продавалось в Германии и Турции[9].
- Nogger Black — с 2005 по 2007 год в Швеции продавалось мороженое Nogger Black со вкусом лакрицы. Оно выглядело как оригинальный продукт, но было чёрным, с хрустящей корочкой и начинкой из лакричного крема. В апреле 2005 года организация «Центр против расизма» (англ. Center Against Racism) заявила, что рекламная кампания GB для Nogger Black была расистской. Тогда компания GB запустила рекламную кампанию, в которой слово «Nogger» было написано в стиле граффити. В другом варианте рекламы на асфальте белым мелом был написан текст «Nigger + licorice = true» с символом сердца. Американский журналист Тимоти Ноа из Slate Magazine считал, что это название было выражением расовой нетерпимости (использование оскорбительных выражений для разжигания гнева)[10][11][12].
- Nogger Mint — мятное мороженое, запущенное в производство в 2009 году[13].

## Реклама
В течение многих лет мороженое рекламировалось в Германии под слоганом «Nogger dir einen!», который приобрёл определённую известность. В настоящее время слоган не используется на упаковке.